# Chevêchette d'Europe
Glaucidium passerinum
Espèce
Répartition géographique
Statut de conservation UICN

 LC  : Préoccupation mineure
Statut CITES

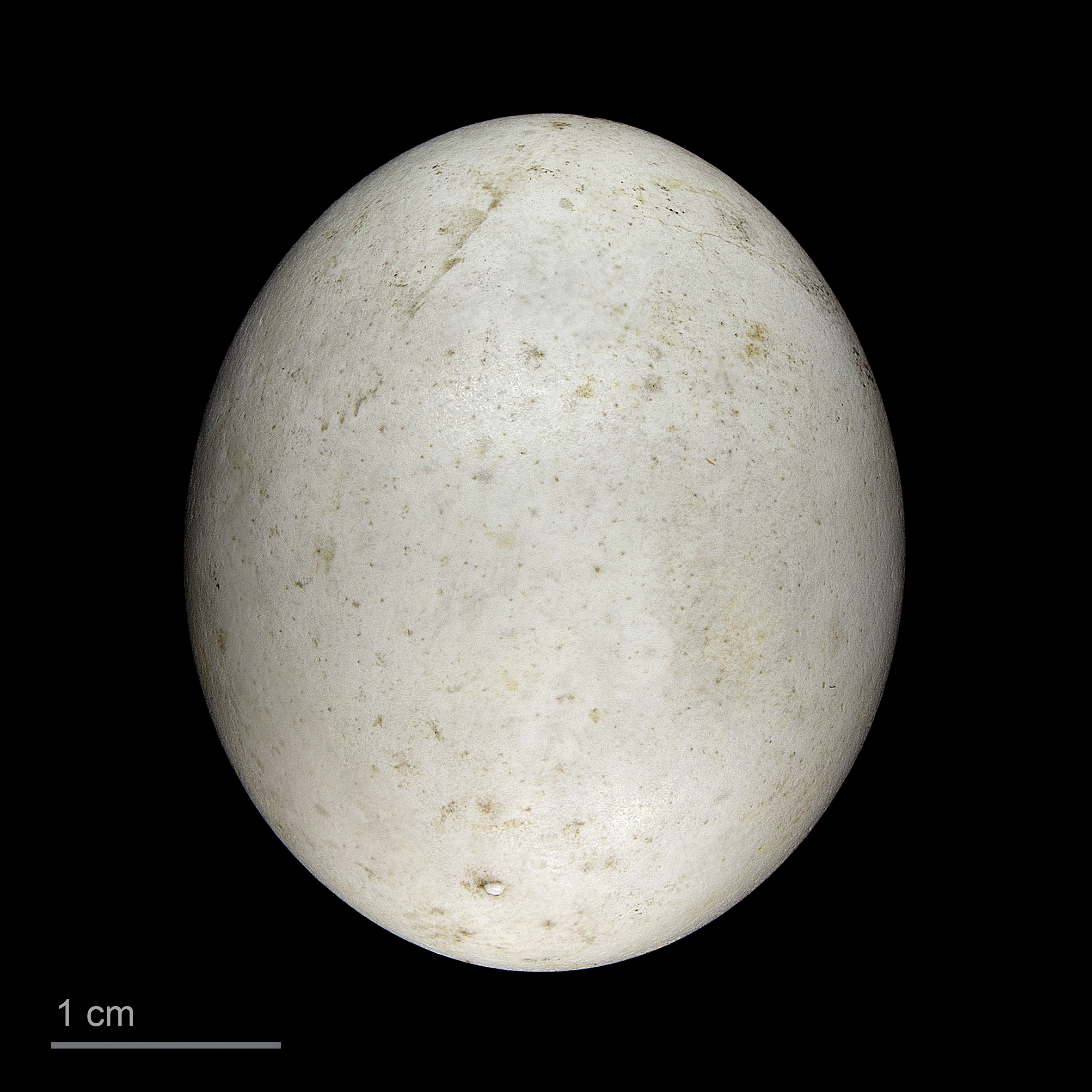
Œuf de Glaucidium passerinum - Muséum de Toulouse.

La Chevêchette d'Europe (Glaucidium passerinum), anciennement Chouette chevêchette, est la plus petite espèce des strigidés européens. Sa taille est d'environ 16 cm de longueur. Cet oiseau est en partie diurne et consomme de petits oiseaux qu'il chasse au vol. Il vit le plus souvent dans les forêts de conifères surtout d'épicéas des régions montagneuses. Son aire de répartition est plutôt continentale et nord-européenne.

## Description
Sorte de chouette pygmée, la chevêchette est le plus petit rapace nocturne d'Europe avec sa longueur de 16 à 18 cm, son envergure de 36 cm et son poids de 60 à 90 g selon le sexe.
Sa tête ronde et aplatie est percée de petits yeux jaunes surmontés de « sourcils » blancs. Sur le dessus, son corps est brun foncé piqueté de taches plus claires. Le dessous est blanc strié de brun. Sa queue brune, rayée par cinq barres blanchâtres, est souvent agitée et relevée.
Son cri est un sifflement, comme un « couwitt », mais elles produit aussi d'autres sons.

## Sous-espèces
D'après la classification de référence (version 14.1, 2024) de l'Union internationale des ornithologues, la Chevêchette d'Europe possède 2 sous-espèces (ordre philogénique) : 
- Glaucidium passerinum passerinum (Linnaeus, 1758) est présente de l'ouest de la Scandinavie à la Sibérie centrale et dans les montagnes d'Europe centrale et méridionale.
- Glaucidium passerinum orientale Taczanowski, 1891 est présente à travers la Sibérie orientale jusqu'à Sakhaline et le nord-est de la Chine.

## Répartition et habitat

### Habitat
Son aire de répartition est plutôt continentale et nord-européenne. Peu commune en France, on la rencontre surtout près des massifs en lisière des forêts de montagne ainsi qu'en bordure de pistes (Alpes, Jura, Pyrénées, Vosges...). Une mini-population a été découverte en Belgique en 2012.
Elle niche dans des creux d'arbres ou des nids de pics, surtout ceux du pic épeiche, parfois dans des nichoirs (visiblement leurs deux populations sont liées). Elle y stocke la nourriture pour les jours où elle ne peut pas chasser (intempéries). Elle affectionne essentiellement les versants nord situés entre 1 000 et 1 500 mètres d'altitude dans les Alpes.
La taille du domaine vital dépend de la qualité du milieu (notamment la quantité de cavités) et varie aussi au cours de l'année. Dans le Vercors, la surface pour un mâle a été estimée à 0,93 km² en moyenne avec une augmentation significative entre la période pré-reproduction (0,2 km²) et post-reproduction avant l'envol (0,83 km²) ; la femelle utilise un territoire de 3 ha autour de la cavité de reproduction.

### Démographie
En Europe, on estime que la population est comprise entre 99 600 et 195 000 couples nicheurs, ce qui équivaut à une fourchette de 199 000 à 391 000 individus adultes. Dans l'ensemble on estime que la population européenne représente environ 35 % de la population mondiale de l'espèce. La population est considérée comme stable par BirdLife International.

## Écologie et comportement

### Alimentation
Elle se nourrit de micromammifères (musaraignes, campagnols), de petits oiseaux (mésanges, roitelets) qu'elle attrape au vol et plus rarement de petits reptiles et insectes. La chevêchette a la particularité de faire des provisions : on peut ainsi trouver dans son nid des dizaines de petites souris, de musaraignes, de petits oiseaux.
La chevêchette chasse à l'aube et au crépuscule, parfois la journée surtout quand il y a des petits au nid. Elle guette sa proie à l’affût en hochant la queue en signe de nervosité, et dès qu'elle l'aperçoit, elle se jette sur elle et la saisit au vol. Elle évite de chasser en terrain dégagé mais cela lui arrive de plus en plus étant donné la raréfaction de proies. Elle préfère se tapir de longs moments dans les arbres et les buissons avant d'attaquer.
Pelote de réjection : environ 28 mm sur 12 mm.
La Chevêchette d'Europe est relativement agressive et associable. Les adultes appariés s'évitent et utilisent des reposoirs séparés.

### Reproduction

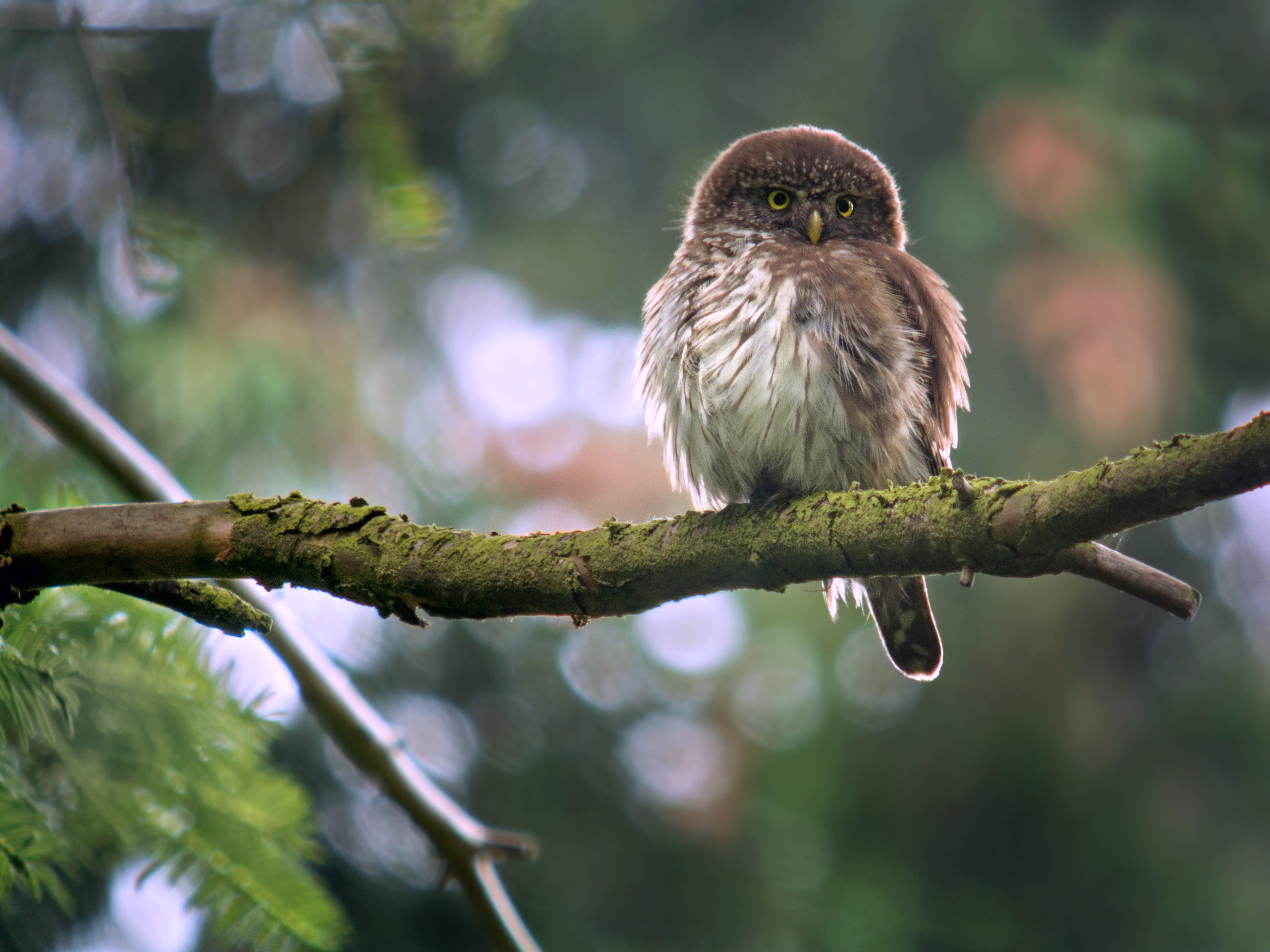
Jeune Chevêchette d'Europe.

C'est une espèce qui atteint sa maturité sexuelle vers l'âge de 6 mois et commence parfois sa parade nuptiale dès février lorsque les conditions météorologiques le permettent.
La Chevêchette s'installe dans son nid en avril ou en mai et la femelle y pond 4 à 6 œufs d 'environ 28x23 mm) qu'elle couve seule durant 28 jours. Elle nourrit ses petits avec des insectes, des passereaux, des petits mammifères. Des études ont démontré la présence de deux parades nuptiales au printemps et en automne.
Les poussins commencent à sortir du nid lorsque leur plumage est complet, au bout de trois semaines environ. Ils sont indépendants au bout de 35 à 40 jours environ et se dispersent à l'automne : les femelles à 17 km environ et les mâles à 12 km environ mais les mâles se cantonnent ensuite alors que les femelles restent vagabondent.